# إيمي بلاك (مغنية)
إيمي بلاك (بالإنجليزية: Amy Black)‏ هي مغنية ومغنية أوبرا بريطانية، ولدت في 17 سبتمبر 1973 في يوركشاير في المملكة المتحدة، وتوفيت في 24 نوفمبر 2009 في Keyingham ‏ في المملكة المتحدة بسبب قصور القلب.